# 阿罗尔多·鲁斯基奥尼
阿罗尔多·鲁斯基奥尼（義大利語：Aroldo Ruschioni，1932年—），意大利男子击剑、游泳、乒乓球、斯诺克运动员。他曾代表意大利参加1960年、1964年、1968年和1972年夏季残疾人奥林匹克运动会，获得一枚金牌、一枚银牌和四枚铜牌。